# 英文台湾日報
英文台湾日報（英語：Taipei News、繁体字中国語：英文台灣日報）は、中華民国（台湾）の英字紙である。前身は1949年に創刊された英文中国日報（China News）で、台湾で最も早く刊行された英字新聞である。1999年に義美集団に買収され、名称変更すると共に、台湾本土派寄りの編集方針に変わった。公称部数は25万部。
同誌のWebサイトは英語版のほか、中国語版(漢文版)もある。また、中国語のニュース週刊誌『Taiwan News財經・文化周刊』も発行している。